# Anoectomychus pudens
Anoectomychus pudens är en fjärilsart som beskrevs av Swinhoe 1904. Anoectomychus pudens ingår i släktet Anoectomychus och familjen mätare. Inga underarter finns listade i Catalogue of Life.